# Mianmar világörökségi helyszínei
Mianmar területéről a 2019. évvel bezárólag két helyszín került fel a világörökségi listára, tizenöt helyszín a javaslati listán várakozik a felvételre.
| | Pju ősi városai |
| 2014 |                 |
| Kulturális (II)(III)(IV) |                 |
| Védett terület: 5 809 ha, puffer zóna: 6 790 ha, hivatkozás: 1444 |                 |
| Pju ősi városai közül három, Halin, Beikthano és Sri Ksetra került fel a világörökségi listára. A települések az Iravádi folyó egy száraz medencéjében egy nagy kiterjedésű öntözött területen fekszenek. A városok a több mint ezer éven keresztül fennálló, i. e. 200 és i. sz. 900 között létező Pju Királysághoz tartoztak. A részlegesen feltárt települések téglából épültek, védelmükre falakat emeltek és vizesárkokat ástak. Az ásatások során erődített paloták és kézműves műhelyek maradványai kerültek elő, valamint monumentális, szintén téglából épült jó állapotban fennmaradt buddhista sztúpák, és részben álló falak. A városok lakói jól szervezett, intenzív földművelést folytattak, fejlett vízgazdálkodási rendszerrel rendelkeztek amelynek egyes elemei ma is használatban vannak. |                 |

| | Bagan |
| 2019 |       |
| Kulturális (II)(IV)(VI) |       |
| Védett terület: 5 005,49 ha, puffer zóna: 18 146,83 ha, hivatkozás: 1588 |       |
| Bagan az Iravádi folyó egyik kanyarulatában fekszik egy síkságon Mianmar középső részén. Bagan egy szent körzet, ahol kivételesen sok buddhista művészeti és építészeti alkotás található. A terület nyolc részből áll, amelyek számos templomot, sztúpát, kolostorokat, zarándokhelyeket foglalnak magukba, ezen kívül régészeti leleteket, freskókat és szobrokat. A terület látványos emléke a Bagan civilizáció i. sz. 10 és 13. század közé eső fénykorának, amikor a hely egy regionális birodalom fővárosa volt. Az itt található számos monumentális építészeti alkotás egy korai buddhista birodalom erejét és vallásos elhivatottságát tükrözi. |       |

## Javasolt helyszínek
| Megnevezés                                                                                             | Kép | Típus      | Kritérium          | Év   | Link |
| --- | --- | ---------- | ------------------ | ---- | ---- |
| Pondaung emberszabású főemlős lelőhely                                                                 |     | Természeti | VIII               | 2018 | 6366 |
| Svedagon pagoda                                                                                        |     | Kulturális | I, II, III, IV, VI | 2018 | 6367 |
| Iravádi                                                                                                |     | Természeti | X                  | 2014 | 5870 |
| Hkakabo Razi védett terület                                                                            |     | Természeti | VII, IX, x         | 2014 | 5871 |
| Indavgyi-tó Vadvédelmi Körzet                                                                          |     | Természeti | X                  | 2014 | 5872 |
| Natma Taung Nemzeti Park                                                                               |     | Természeti | VII, IX, X         | 2014 | 5873 |
| Mergui szigetvilág                                                                                     |     | Természeti | IX, X              | 2014 | 5874 |
| Hukaung-völgy Vadvédelmi Körzet                                                                        |     | Természeti | IX, X              | 2014 | 5875 |
| Tanintharyi Természetvédelmi Terület                                                                   |     | Természeti | IX, X              | 2014 | 5876 |
| A Konbaung-kor fatemplomai, Ohn Don, Sala, Pakhangyi, Pakhannge, Legaing, Sagu, Shwe-Kyaung - Mandalaj |     | Kulturális | I, IV, V, VI       | 1996 | 821  |
| Padah-Lin-barlangok                                                                                    |     | Kulturális | III, IV            | 1996 | 822  |
| Felső-Mianmar ősi városai - Innwa, Amarapura, Sagaing, Mingun, Mandalaj                                |     | Kulturális | I, V, VI           | 1996 | 823  |
| Mrauk U                                                                                                |     | Kulturális | I, III, IV, VI     | 1996 | 824  |
| Inle-tó                                                                                                |     | Kulturális | III, V, VI         | 1996 | 825  |
| Bago                                                                                                   |     | Kulturális | -                  | 1996 | 826  |